# كوهن غريفيث
كوهن غريفيث (بالإنجليزية: Cohen Griffith)‏ (26 ديسمبر 1962 بجورج تاون في غيانا - ) هو مدرب كرة قدم ولاعب كرة قدم بريطاني في مركز الوسط. لعب مع كارديف سيتي ونادي باري تاون يونايتد ونادي كيترينغ تاون ونادي ميرثير تيدفيل ‏ وHoughton Rangers F.C. ‏ وWigston Fields F.C. ‏ وWeston-super-Mare A.F.C. ‏ ونادي باث سيتي وLeicester United F.C. ‏ وRhayader Town F.C. ‏.

## وصلات خارجية
- كوهن غريفيث على موقع قاعدة بيانات كرة القدم.إي يو (الإنجليزية)